# Pterolophia peraffinis
Pterolophia peraffinis là một loài bọ cánh cứng trong họ Cerambycidae.